# Давид Георгиев (зограф)
Давид Георгиев е български зограф, представител на Дебърската художествена школа.

## Биография
Давид Георгиев се преселва от Цариград в пирдопското село Мирково. Според спомени е дебранин. На иконата на Христос Велик Архиерей от владишкия трон в „Успение Богородично“ в Пчелище пише, че е родом от Кованлък (старото име на Пчелище). Живее и работи дълги години в Мирково и има много ученици от околностите. Според Асен Василиев в 1850 година Давид изпълнява стенописите и иконите в църквата „Свети Димитър“ в Мирково. В 1894 година обаче стенописите са замазани. Запазени са в женската църква и аркадата. Иконите в храма са добре изпълнени. Иконата на свети Харалампий е подписана „Ктиторъ годподинъ Харалампiѧ Нончувъ: правецъ Давид Геѡргиевъ; въ лѣто 1866 чума“. От Давид Георгиев е и престолното разпятие в същия храм с подпис „Рука Двду 1857“. Същият подпис има и на изображението на Архангел Михаил на олтарната врата с дата 1850. След проведената в 2004 година реставрация на храма в църквата са възстановени много повече стенописи, но няма датиращи надписи. По стилови белези стенописите от емпорията и аркадата са на Давид Зограф, но има и от втори майстор, вероятно на негов ученик, което е косвено указание, че са изписвани през втората половина на ХІХ век.
На Давид Зограф са стенописите в патронните ниши над входовете от 1856 година и иконата на Исус Христос в „Свети Николай Чудотворец“ в Челопеч. В храма рисуват икони и неговите ученици Иванчо Недялков от Макоцево и Иван Стоянов Зографски от Мирково.
На Давид Зограф са стенописите в свода на храма „Свети Димитър“ в Макоцево – Бог Саваот и Свети Йоан Кръстител, датирани 1861. Над западната врата е изображението на Света Богородица, а над южната – на Свети Димитър. В параклиса на църквата „Въведение Богородично“ в Панагюрище негова е иконата „Света Богородица Плачеща“ с подпис „Плачуща Рука Двду 1855“.
Дело на Давид Георгиев са стенописите на източната стена на притвора в „Успение Богородично“ в село Пчелище от 1847 година.
Според Асен Василиев Давид Георгиев е способен и съвестен майстор, чиито икони се отличават с изискан колорит.